# 来なかった近未来
来なかった近未来は、インターネット黎明期の1998年12月から2002年3月に、ニフティサーブ（パソコン通信）のAMIGAフォーラムにて連載された平沢進のエッセイである。電子書籍でまとめられ、2012年4月9日に株式会社ファッシネイションよりエッセイ集として発売された。

## 概要
得体の知れない輸入パソコン「AMIGA」とマニュアルなしで格闘するエピソードの数々が全回完全収録されるほか、平沢がAMIGAについて語ったロングインタビューや、AMIGAヒストリー、機種紹介、160点もの写真が付いた用語解説、「インタラクティブ・ライブ」や「HIRASAWA ENERGY WORKS」といったプロジェクトと同時進行で連載された制作レポートなども併せて収められ、インターネット黎明期、PC一般普及化前の記録の内容となっている。PDF形式で株式会社ファッシネイションより現在まで販売されている。

### 【第1章 近未来のバッタ物】
- 近未来のバッタ物

- その組は、電脳科学日本

- 大型住宅用コンピューター

- グルよ、わたしはフィリピーナが恐い

### 【第2章 すすむくん がんばって】
- TRANSGENDER AMIGA

- すすむくん がんばって

- お願いだから1000にして

- ウソつきはAMIGAの始まり

- キミのボードに神の奇跡が降りますように

### 【第3章 存在してはいけません】
- 小鳥ちゃんJAZZの巨匠をつつきなさい

- 存在してはいけません

- アメリカ製マウスパッドの傾斜角

- アジアでAMIGA

### 【第4章 来るかも知れない近未来】
- インタラクティブ

- ライブ準備レポート開始

- 最後の奉公娘？

- 8つの結末

- 金属のイジメ方

- 来るかも知れない近未来

- 課題が見出されすぎるCG

- 世界初！本番中にインストールする男？

- 大阪前々日、深夜のエコカー暴走

- 宙吊りのハードディスク

- シェーの恐怖

### 【第5章 グルよ、太陽系に連れてって】
- Solar AMIGAへの道 予告篇

- グルよ、太陽系に連れてって

- オニイサン、知りたいのは値段なんだ

- アラブを我が手に

- 自殺するアクセサリー

- 機械の中の田井中

- 【附録】

- ［FAMIGA 特別企画］平沢進さんとアミーガで Q&A

- 平沢進 LONG INTERVIEW about AMIGA

- CLASSIC AMIGA LINEUP

- 平沢進/AMIGA略年譜

### 【図説】
- 註釈/AMIGA用語解説